# (7259) Gaithersburg
(7259) Gaithersburg (1994 EG1) – planetoida z pasa głównego asteroid okrążająca Słońce w ciągu 4,31 lat w średniej odległości 2,65 j.a. Odkryta 6 marca 1994 roku.
Nazwa planetoidy pochodzi od amerykańskiego miasta Gaithersburg w stanie Maryland.